# 朱育賢
朱育賢（1991年11月26日—），為台灣職業棒球員，目前效力於中華職棒味全龍。
朱育賢國中時才開始打棒球，後加入大理高中青棒隊、中國文化大學棒球隊。2015年季中選秀由球隊前身Lamigo桃猿以第七輪、第28順位選進，守備位置為一壘手、外野手。

## 經歷
- 台北市重慶國中青少棒隊
- 台北市大理高中青棒隊
- 文化大學（美孚巨人）棒球隊

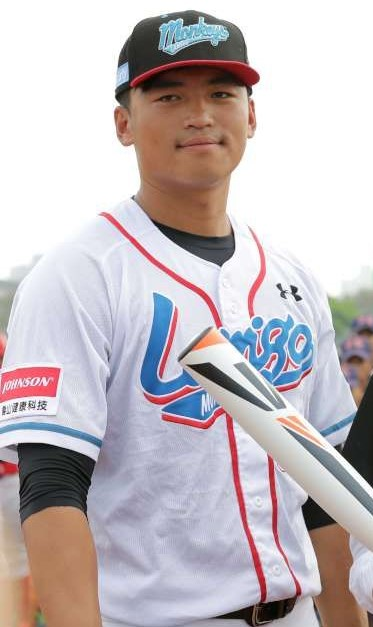
2016年，朱育賢於虎林棒球場啟用典禮

- 爆米花夏季聯盟一階段借將－崇越隼鷹隊（2014年5月24日－8月）
- 國訓棒球隊（2014年10月－2015年10月）
- 中華職棒Lamigo桃猿（2015年11月1日－2019年12月16日）
- 中華職棒樂天桃猿（2019年12月17日－2024年）
- 中華職棒味全龍（2025年－）

## 特殊記錄
2016年4月8日於新莊球場對戰中信兄弟的比賽中，於九局上代打，敲出一支二壘安打，為生涯首安。
2016年5月7日於桃園球場對戰義大犀牛的比賽，面對藍斯佛擊出生涯首支全壘打。
2016年7月24日於新莊球場對戰中信兄弟的比賽中，首次達成單場雙響砲。
2016年8月12日於桃園球場對戰義大犀牛的比賽，代打面對賴鴻誠擊出生涯首支滿貫全壘打，為中華職棒史上第11支代打滿貫全壘打。
2017年6月9日於桃園球場對戰統一7-ELEVEn獅的比賽，於九局下面對狄馬克擊出生涯首支再見安打。
2017年11月18日於東京巨蛋舉行的第一屆亞洲職棒冠軍爭霸賽對戰日本隊，九局下面對埼玉西武獅的投手平井克典，揮出中左外野方向陽春全壘打，幫助台灣取得整屆比賽的「第一分」， 賽後也獲得首屆賽事最佳十人一壘手。
2019年4月9日於桃園球場對戰統一7-ELEVEn獅的比賽，於九局下面對邱浩鈞擊出生涯首支再見全壘打，不僅單場MVP失而復得，且成為中華職棒史上第一位單場雙響砲是「滿貫全壘打＋再見全壘打」的選手。
2019年6月29日於新莊棒球場對戰富邦悍將的比賽，於三局上面對陳仕朋擊出半季第21轟追平由1996年下半季由時報鷹隊洋將丹尼歐所創造之中職紀錄，八局上面對楊彬擊出半季第22轟破中職30年紀錄。
2019年8月24日，於洲際棒球場對戰中信兄弟隊，單場3支雙殺打、連3打席雙殺均平聯盟紀錄。
2020年4月15日，於桃園球場對戰統一7-ELEVEn獅的比賽，生涯首度單場三響砲，且第二轟幫助球隊於延長賽追平比數，第三轟面對劉軒荅擊出再見全壘打。隔日再擊出單場雙響砲，合計兩天五支全壘打，追平當時在中信兄弟的曾陶鎔於2017年5月5-6日所創之紀錄。可惜由於教練團疏忽，朱育賢於八局下比分拉開時被代打，無緣挑戰連兩天三響砲的紀錄。
2020年4月25日，於台南棒球場對戰統一獅隊，首局就打出兩分砲，締造了開季8戰8轟，更因此破了中職的紀錄，超越1999年兄弟象隊的洋砲德伍在開季14場擊出8轟的紀錄。
2020年6月6日，於桃園球場對富邦悍將的比賽中，二局下面對索沙擊出中右外野方向兩分全壘打，為中華職棒通算第10000支全壘打。
2020年8月9日，於洲際球場對中信兄弟的比賽中，二局上面對周磊擊出中右外野方向陽春全壘打，為生涯百轟。
2021年10月14日對戰中信兄弟擊出全壘打，為樂天桃猿隊史通算1700轟
2021年10月30日，擊出賽季第20轟，連續3年20轟賽季，為中華職棒史上第3人，本土第二人。
2021年11月11日，對戰富邦悍將投手藍愷青擊出中左外野方向再見全壘打，為生涯第三支再見全壘打
2023年6月1日，對戰統一獅投手克維斯擊出中外野方向2分全壘打，完成生涯第150轟
2024年5月10日，對戰統一獅投手古林睿煬擊出安打，完成生涯第900安
2024年11月24日，2024年世界棒球12強賽對戰日本棒球代表隊，替補傷退潘傑楷擔任一壘手，九局下演出再見雙殺結束比賽，替中華隊贏得冠軍。
2024年底宣布行使自由球員（FA）權利，並在12月12日正式轉隊到味全龍，簽下了4年4800萬的合約。
2025年4月5日，於天母棒球場對戰富邦悍將隊，五局下對游霆崴擊出全壘打，為個人生涯千安。

## 職棒生涯成績

### 中華職棒
| 年度 | 球隊       | 出賽 | 打數 | 安打 | 全壘打 | 打點 | 盜壘 | 三振 | 四死 | 壘打數 | 雙殺打 | 打擊率 | 上壘率 | 長打率 | OPS   |
| ---- | ---------- | ---- | ---- | ---- | ------ | ---- | ---- | ---- | ---- | ------ | ------ | ------ | ------ | ------ | ----- |
| 2016 | Lamigo桃猿 | 91   | 244  | 86   | 15     | 58   | 0    | 62   | 50   | 150    | 5      | 0.352  | 0.459  | 0.615  | 1.074 |
| 2017 | Lamigo桃猿 | 112  | 364  | 112  | 27     | 83   | 1    | 89   | 57   | 222    | 5      | 0.308  | 0.399  | 0.610  | 1.009 |
| 2018 | Lamigo桃猿 | 98   | 326  | 104  | 12     | 82   | 1    | 71   | 34   | 156    | 8      | 0.319  | 0.377  | 0.479  | 0.856 |
| 2019 | Lamigo桃猿 | 118  | 458  | 159  | 30     | 105  | 0    | 105  | 42   | 277    | 12     | 0.347  | 0.398  | 0.605  | 1.003 |
| 2020 | 樂天桃猿   | 103  | 357  | 126  | 27     | 70   | 0    | 80   | 34   | 229    | 8      | 0.353  | 0.406  | 0.641  | 1.047 |
| 2021 | 樂天桃猿   | 98   | 366  | 114  | 22     | 81   | 2    | 71   | 34   | 194    | 8      | 0.311  | 0.367  | 0.530  | 0.897 |
| 2022 | 樂天桃猿   | 92   | 319  | 74   | 11     | 49   | 1    | 73   | 28   | 126    | 6      | 0.232  | 0.289  | 0.395  | 0.684 |
| 2023 | 樂天桃猿   | 104  | 363  | 100  | 13     | 62   | 1    | 88   | 45   | 163    | 16     | 0.275  | 0.335  | 0.449  | 0.804 |
| 2024 | 樂天桃猿   | 111  | 404  | 119  | 12     | 59   | 1    | 84   | 33   | 171    | 10     | 0.295  | 0.345  | 0.423  | 0.768 |
| 合計 | 9年        | 927  | 3201 | 994  | 169    | 649  | 7    | 723  | 357  | 1688   | 78     | 0.311  | 0.376  | 0.527  | 0.903 |

- (粗黑體字為該年度最佳或最高成績)

## 私人生活與花絮
朱育賢2017年接受Lamigo TV自製深度訪談節目「猿來4NI」訪問，首度透露自己「已婚」（妻為文化大學棒球隊經理）。
2017年第一屆亞洲職棒冠軍爭霸賽期間迎來一子，並於2019年第二屆世界棒球12強賽期間迎來一女。